# (23773) Sarugaku
(23773) Sarugaku est un astéroïde de la ceinture principale.

## Description
(23773) Sarugaku est un astéroïde de la ceinture principale. Il fut découvert le 24 juin 1998 à la station Anderson Mesa par le programme LONEOS. Il présente une orbite caractérisée par un demi-grand axe de 2,47 UA, une excentricité de 0,16 et une inclinaison de 14,5° par rapport à l'écliptique.

## Compléments